# Parafia św. Stanisława Kostki w Śmiglu
Parafia św. Stanisława Kostki w Śmiglu – jedna z dwóch rzymskokatolickich parafii w Śmiglu, należy do dekanatu śmigielskiego. Powstała 14 czerwca 1976 roku.
Obecny kościół, poewangelicki późnoklasycystyczny pochodzi z 1830. Siedziba parafii mieści się przy ulicy Farnej 15.